# Gmina Harrison (hrabstwo Boone, Iowa)

Położenie Gminy Harrison w hrabstwie Boone

Gmina Harrison (ang. Harrison Township) – gmina w USA, w stanie Iowa, w hrabstwie Boone. Według danych z 2000 roku gmina miała 368 mieszkańców.